# Polymécanicien
 (novembre 2021).
La mise en forme du texte ne suit pas les recommandations de Wikipédia : il faut le « wikifier ».
Les points d'amélioration suivants sont les cas les plus fréquents. Le détail des points à revoir est peut-être précisé sur la page de discussion.
- Les titres sont pré-formatés par le logiciel. Ils ne sont ni en capitales, ni en gras.
- Le texte ne doit pas être écrit en capitales (les noms de famille non plus), ni en gras, ni en italique, ni en « petit »…
- Le gras n'est utilisé que pour surligner le titre de l'article dans l'introduction, une seule fois.
- L'italique est rarement utilisé : mots en langue étrangère, titres d'œuvres, noms de bateaux, etc.
- Les citations ne sont pas en italique mais en corps de texte normal. Elles sont entourées par des guillemets français : « et ».
- Les listes à puces sont à éviter, des paragraphes rédigés étant largement préférés. Les tableaux sont à réserver à la présentation de données structurées (résultats, etc.).
- Les appels de note de bas de page (petits chiffres en exposant, introduits par l'outil «  Source ») sont à placer entre la fin de phrase et le point final[comme ça].
- Les liens internes (vers d'autres articles de Wikipédia) sont à choisir avec parcimonie. Créez des liens vers des articles approfondissant le sujet. Les termes génériques sans rapport avec le sujet sont à éviter, ainsi que les répétitions de liens vers un même terme.
- Les liens externes sont à placer uniquement dans une section « Liens externes », à la fin de l'article. Ces liens sont à choisir avec parcimonie suivant les règles définies. Si un lien sert de source à l'article, son insertion dans le texte est à faire par les notes de bas de page.
- La présentation des références doit suivre les conventions bibliographiques. Il est recommandé d'utiliser les modèles {{Ouvrage}}, {{Chapitre}}, {{Article}}, {{Lien web}} et/ou {{Bibliographie}}. Le mode d'édition visuel peut mettre en forme automatiquement les références.
- Insérer une infobox (cadre d'informations à droite) n'est pas obligatoire pour parachever la mise en page.

Pour une aide détaillée, merci de consulter Aide:Wikification.
Si vous pensez que ces points ont été résolus, vous pouvez retirer ce bandeau et améliorer la mise en forme d'un autre article.
 (mai 2023).
Si vous disposez d'ouvrages ou d'articles de référence ou si vous connaissez des sites web de qualité traitant du thème abordé ici, merci de compléter l'article en donnant les références utiles à sa vérifiabilité et en les liant à la section « Notes et références ».
Polymécanicien est un métier du domaine industriel et principalement du domaine de la mécanique de précision, cette profession consiste en grande partie à planifier la production et la fabrication de pièces en matériaux métalliques ou synthétiques (plastiques), et à concevoir et construire des ensembles et des sous-ensembles de systèmes mécaniques, hydrauliques, pneumatique, et des machines-outils. Il doit également réaliser la maintenance et la réparation d'appareils industriels et de machines-outils.
Le polymécanicien (et la polymécanicienne) doit être capable de connaître les procédés d'usinage par enlèvement de matière, savoir utiliser des machines-outils de type conventionnelles ou à commande numérique, ainsi que programmer dans différents langages de programmation permettant la fabrication de pièces mécanique. Il/elle peut également diriger des équipes ou des ateliers voir des départements dans des entreprises.

## Domaines d'activités

### L'usinage
Le polymécanicien ou la polymécanicienne peut exercer sa profession dans des domaines variés tels que l'usinage par enlèvement de matière par le biais de machines telles que : fraiseuses, tours, perceuses, rectifieuses, affûteuses, machines à pointer, électro-érosion, décolleteuses. Les polymécaniciens réalisent des pièces à l'unité ou en petites séries. Il travaille aussi sur des machines semi-automatique ou même des machines à commande numérique ou des centres d'usinages à commande numérique à calculateur (CNC).

### Montage et maintenance
Les polymécaniciens travaillent aussi dans des ateliers de montages de machines ou d'appareils industriels. Ils travaillent en équipe et avec d'autres corps de métiers tels que par exemple : les automaticiens (programmation, automatisation, câblage, robots), les dessinateurs - constructeurs - industriels (RetD, Dessins techniques et plans, prototypes), les électroniciens (circuits, programmation), et les constructeurs d'appareils industriels.
Ils montent les composants mécaniques et automatisés en sous-ensembles ou même les machines-outils pour ensuite les tester et les amener chez les clients, ils peuvent également en réaliser le SAV, la maintenance et la réparation.

## Sources
CIFOM-ET
1. «  », sur www.cifom.ch (consulté le 16 novembre 2019)